# Supercoppa del Belgio 2008
La Supercopa del Belgio 2008 (in francese Supercoupe de Belgique, in fiammingo Belgische Supercup) è la 29ª edizione della Supercoppa del Belgio di calcio.
La partita fu disputata dallo Standard Liegi, vincitore del campionato, e dal Anderlecht, vincitore della coppa nazionale.
L'incontro si giocò l'8 agosto 2008 e fu vinto dal Standard Liegi, al suo terzo titolo.

## Tabellino
| Arbitro: | Paul Allaerts |

|                             |           |                   |
| Onyewu 12’, 18’ Nicaise 87’ | Marcatori | 73’ (rig.) Suárez |